# Каштановоголовый малюр
Каштановоголовый малюр (лат. Clytomyias insignis) — вид птиц из семейства малюровых. Единственный представитель  одноимённого рода Clytomyias. Выделяют два подвида. Эндемик Новой Гвинеи.

## Описание
Каштановоголовый малюр достигает длины 14—16 см и массы 10—14 г. Половой диморфизм не выражен. У взрослых особей номинативного подвида макушка, лицо, кроющие перья ушей и затылок оранжево-рыжие, верхняя часть тела оливково-коричневая, верх крыльев коричневый, хвост светло-рыжий. Горло, грудь и верхняя часть брюха кремово-белые, бедра рыжеватые, нижняя часть брюха и нижние кроющие перья хвоста бледно-охристо-серые. Радужная оболочка тёмно-коричневая; клюв чёрный, ноги розовато-коричневые. Окраска молодых особей более тусклая и тёмная. Окраска нижней части тела у подвида Clytomyias insignis oorti более тёмная, чем у представителей номинативного подвида; у самцов охристо-коричневая, а у самок кремово-коричневая.
Песня представляет собой короткую, пронзительную, стрекочущую трель. Позывка — резкое, свистящее чириканье, похожее на чириканье большинства видов рода Malurus; сигнал тревоги «chip».

## Распространение и места обитания
Каштановоголовый малюр является эндемиком Новой Гвинеи. Обитает в субтропических и тропических влажных горных лесах на высоте 2000—3000 м над уровнем моря.
Выделяют два подвида:
- Clytomyias insignis insignis Sharpe, 1879 — северо-запад Новой Гвинеи (полуостров Чендравасих)
- Clytomyias insignis oorti Rothschild & Hartert, 1907 — центральное нагорье Новой Гвинеи от западной части острова до хребта Оуэн Стэнли на юго-востоке Новой Гвинеи.

## Биология
Каштановоголовый малюр — насекомоядная птица. Добывает пищу в густых зарослях на нижних ярусах леса, обычно парами или небольшими группами по 6—8 особей. Не присоединяется к стаям смешанных видов. Летает редко, но быстро передвигается среди густой листвы, собирая добычу с нижней стороны листьев.
Биология размножения практически не исследована. Описано лишь одно гнездо, обнаруженное в провинции Саутерн-Хайлендс (Папуа — Новая Гвинея). Гнездо располагалось на кустарнике Parsonsia sanguinea на высоте около 0,8 м над землей, было сооружено из переплетенных листьев P. sanguinea и украшено мхом; над входом был небольшой козырек. В конце апреля в гнезде было два яйца удлинённо-субэллиптической формы, матово-белые с небольшими розовато-коричневыми вкраплениями, в основном на тупом конце.